# Le Tiroir secret
Le Tiroir secret est une mini-série franco-allemande en six épisodes de 56 minutes, créée par Danièle Thompson, réalisée par Édouard Molinaro, Roger Gillioz, Michel Boisrond et Nadine Trintignant et diffusée à partir du 3 mai 1986 sur Canal+ puis en clair à partir du 5 décembre 1986 sur FR3, et en Suisse sur la TSR.
Au Québec, elle a été diffusée du 17 octobre au 21 novembre 1986 sur Radio-Québec.

## Synopsis
Après la disparition de son mari dans un accident d'avion, Colette Lemarchand (Michèle Morgan), découvre, dans le tiroir secret de son secrétaire, des indices troublants ; elle soupçonne alors l'homme qu'elle aimait d'avoir mené une double vie. Colette, tout en exerçant son métier de psychologue, va de surprise en surprise. Aidée de son ex-deuxième mari commissaire de police, elle mène l'enquête de Paris à Genève, de la Normandie à Rome. 
Elle doit également s'occuper des histoires de cœur de sa fille Juliette (Tonie Marshall), élever sa petite-fille, et même protéger son fils Luc (Mike Marshall) de terroristes. 
Une série qui met en vedette Michèle Morgan en mère de Mike Marshall (son vrai fils dans la vie) et de Tonie Marshall (fille de son ex-conjoint), et écrite par Danièle Thompson qui est la fille de Gérard Oury, le compagnon de Morgan. Une comédie dramatique décidément très familiale.
Les réalisateurs sont Michel Boisrond, Édouard Molinaro, Nadine Trintignant et Roger Gillioz.

## Chanson thème
La chanson thème Un souvenir heureux, composée par Vladimir Cosma sur des paroles de Danièle Thompson, est interprétée par Diane Dufresne pour qui elle sera un grand succès.

## Distribution
- Michèle Morgan : Colette Dutilleul-Lemarchand
- Marie-France Pisier : Nathalie Dutilleul
- Jeanne Moreau : Vivi
- Daniel Gélin : Jean-Pierre Jolivet
- Michael Lonsdale : Philippe Hartman
- Heinz Bennent : André Lemarchand
- Mike Marshall : Luc Jolivet
- Tonie Marshall : Juliette Danremon
- Christian Morin : François Danremon
- Amandine Rajau : Julie Danremon
- Sergio Fantoni : Franco Pinelli
- Rossano Brazzi : Charles Dutilleul
- Liselotte Pulver : Maryse
- Tanya Lopert : Roberta
- Harlette Kraatz
- Christian Marquand : Stanislas
- Teco Celio (it) : Freddy
- Robert Hoffmann : Jérôme
- Philippe Lelièvre : Patrick
- Ute Christensen : Ursula
- Jean Claudio : Alain
- Evelyne Ker : Mme Peronnet
- Paulette Dubost : Mère de Maryse
- Robert Rollis
- Antoine Duléry : Le filateur
- Marie-Christine Conti : Eva
- Sophie Grimaldi : Claire Jolivet
- Arnold Walter : José
- Marianne Anska : Véronique
- André Oumansky : L'huissier
- Gérard Hérold : Le banquier
- André Valardy : Le comptable
- Christian Charmetant : Le client
- Michel Tugot-Doris : Le déménageur
- Jean-Pierre Rambal : Le concierge d'hôtel
- Jean-Pierre Malo : Damiano
- Marc Eyraud : Le notaire

- Gérard Oury : Le narrateur

## Épisodes
1. La Saisie
2. L'Enquête
3. Top secret
4. La Rencontre
5. Mise au point
6. Le Retour